# کاری ریستنن
کاری ریستنن (انگلیسی: Kari Ristanen; ۲۷ ژوئیهٔ ۱۹۵۸ – ) از برندگان مدال‌های بازی‌های المپیک زمستانی و اسکی‌باز صحرانوردی اهل فنلاند بود.